# ميغيل ألفاريز خورادو
ميغيل ألفاريز خورادو (بالإسبانية: Miguel Álvarez Jurado)‏ هو لاعب كرة قدم ومدرب كرة قدم إسباني، ولد في 22 مارس 1958 في غوارومان في إسبانيا. لعب مع نادي ساباديل.